# 冒襄

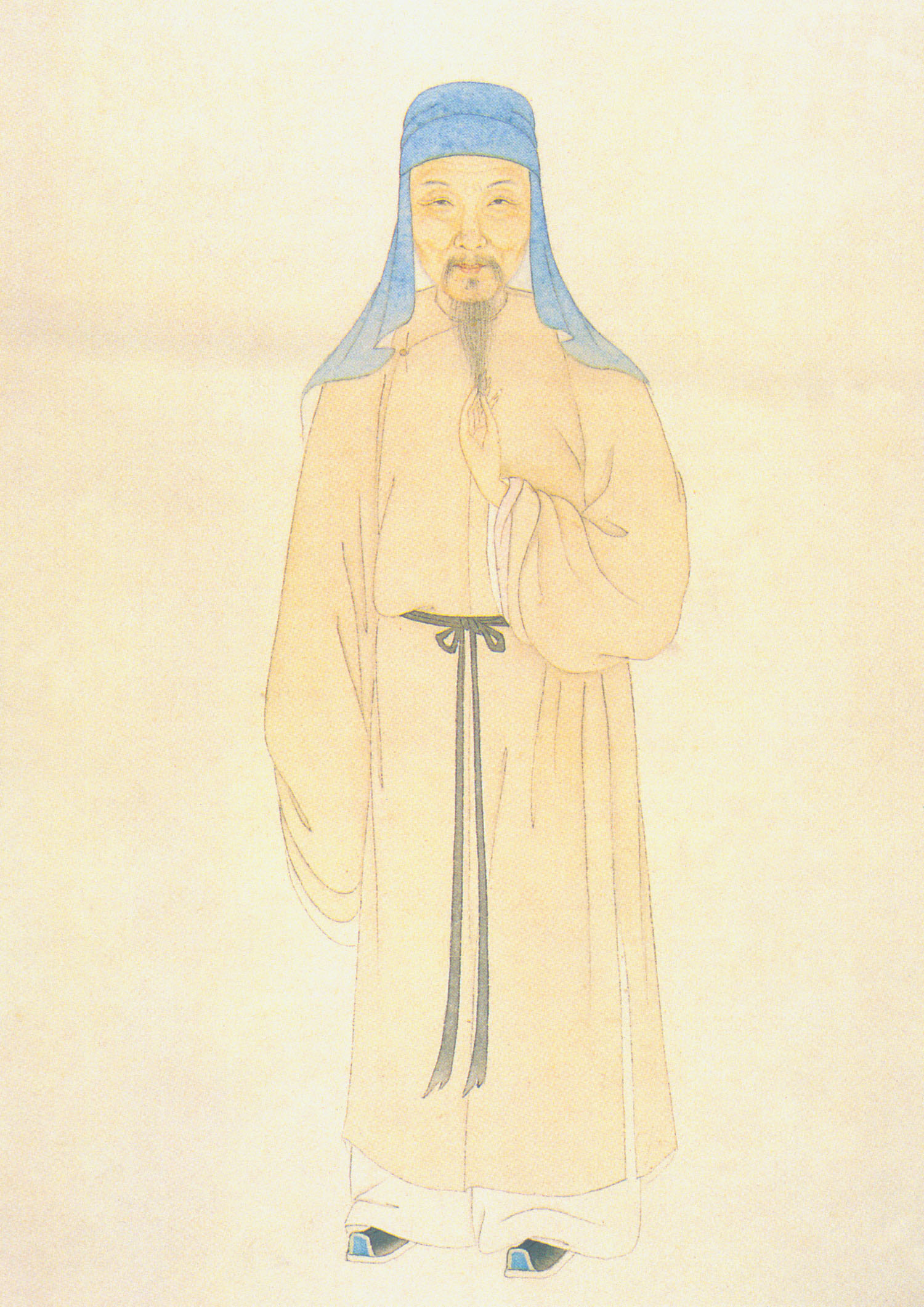
《清代學者像傳》第一集之冒襄像

冒襄（1611年—1693年），字辟疆，號巢民。直隸如皋（今屬江蘇）人，明末清初文學家、書法家，明末四公子之一。

## 生平

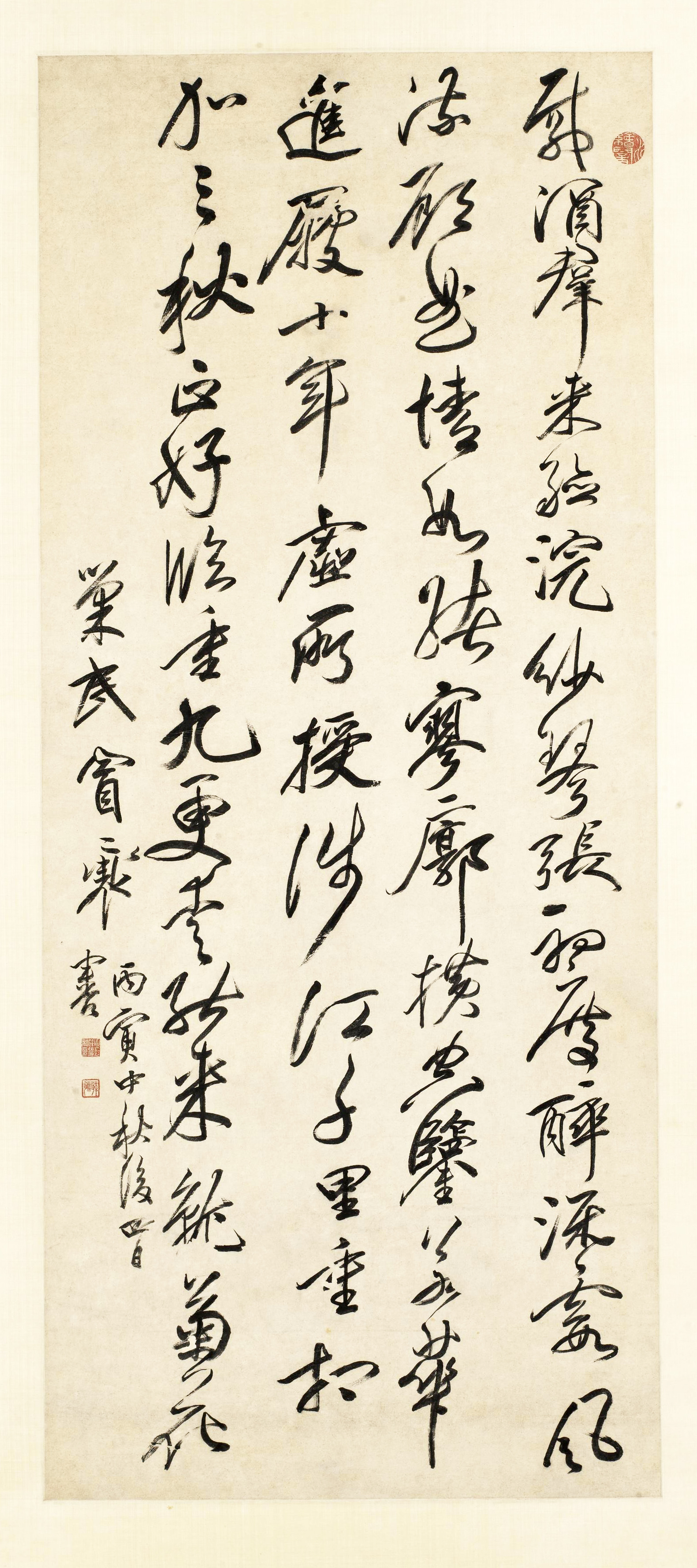
冒襄行书诗轴

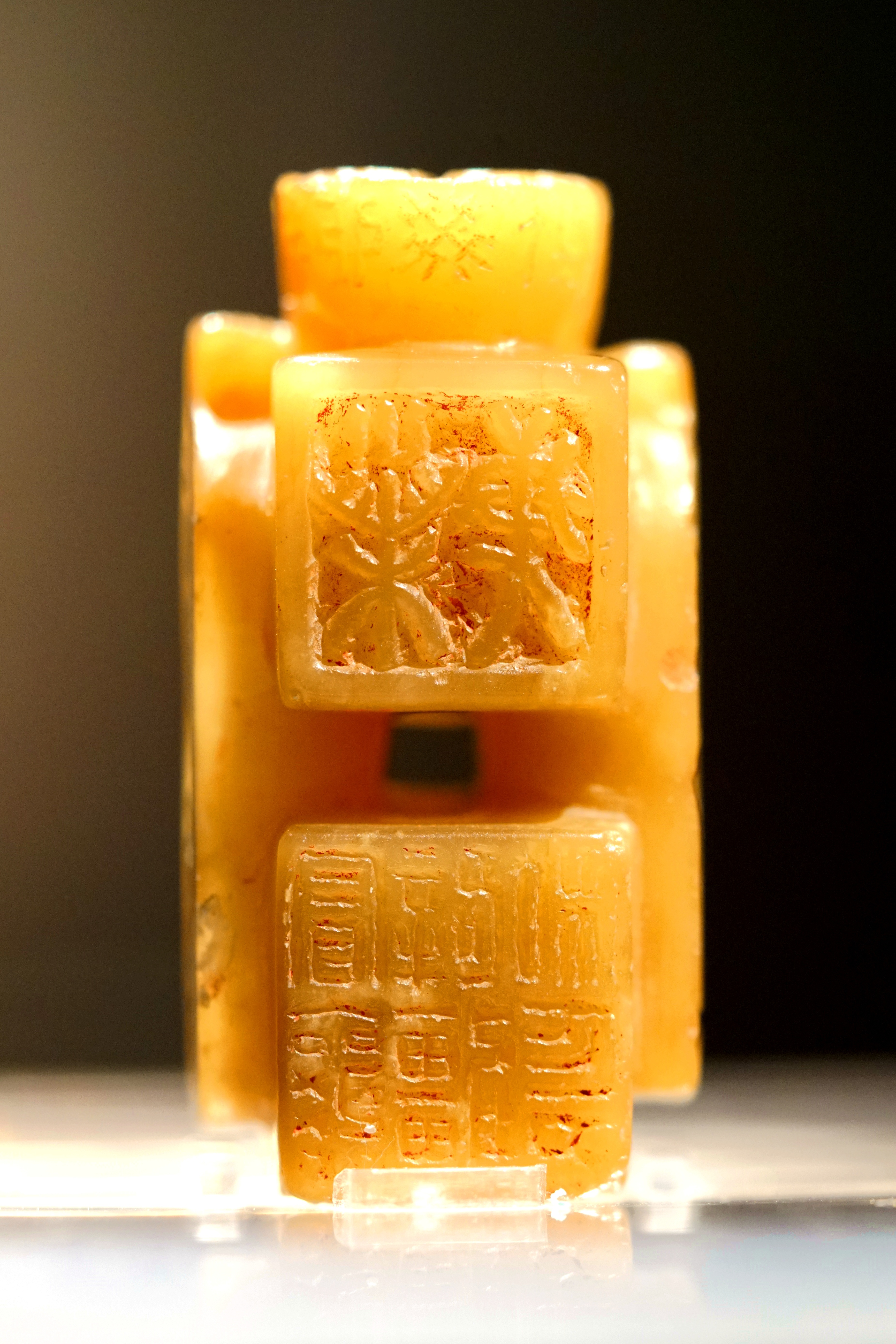
上海博物馆藏，戴本孝刻冒辟疆六面印。

冒襄曾遊學董其昌之門，苦学钟繇、王羲之、李邕、颜真卿、米芾書法，娶秦淮名妓董小宛為妾。明崇禎十五年（1642年）副貢，入清不仕。
順治三年（1646年），建水繪庵，讀書酬唱以終。六十九岁那年遇水绘园的“染香阁”与“降云楼”大火，致使所藏鼎彝书画皆化为灰烬。治詩文，筆調秀逸，王铎赞他早年书法“遒媚圆动、笔笔褚河南（褚遂良）”。陳名夏《重訂朴巢詩文集序》稱：“筆鋒墨秀，玄旨微情。俱在有意無意、可想不可到之境。”晚年多病，雙眼近乎失明。

## 家族
先人為蒙古貴族。忽必烈第九子镇南王脫歡的后裔，另說則是元朝宰相脫脫的後裔。
冒襄出身文學世家，父冒起宗，崇祯进士，官至湖广参议。
有子冒谷梁、冒青若。

## 著作
著有《巢民詩集》、《文集》、《影梅庵憶語》。

## 延伸阅读
[在维基数据编辑]
 在维基文库阅读此作者作品（ 在维基共享资源阅览影像）
 《清史稿·卷501》，出自趙爾巽《清史稿》